# René Tirard
René Eugène Ernest Tirard (Le Havre, 20 juli 1899 - Clichy, 12 augustus 1977) was een Frans atleet. Hij nam deel aan de Olympische Zomerspelen van 1920 en won daarbij de zilveren medaille op de 4x100 estafette.

## Belangrijkste resultaten

### Olympische Zomerspelen
| Jaar | Plaats    | Discipline | Onderdeel             | Resultaten                                                                                    |
| ---- | --------- | ---------- | --------------------- | --------------------------------------------------------------------------------------------- |
| 1920 | Antwerpen | Atletiek   | 100 m (m)             | eerste ronde: 2e (reeks 7) kwartfinales: 4e (reeks 4)                                         |
| 1920 | Antwerpen | Atletiek   | 200 m (m)             | eerste ronde: 1e (reeks 1) kwartfinales: 3e (reeks 1)                                         |
| 1920 | Antwerpen | Atletiek   | 4x100 m estafette (m) | eerste ronde: 1e (reeks 2) · finale: samen met: · Émile Ali-Khan · René Lorain · René Mourlon |

### Nationale kampioenschappen
| Jaar | Discipline | Onderdeel | Resultaat |
| ---- | ---------- | --------- | --------- |
| 1919 | Atletiek   | 100 m (m) | Zilver    |

### Persoonlijke records
| Onderdeel | Tijd    | Jaar |
| --------- | ------- | ---- |
| 100 m     | 11,0 s. | 1919 |
| 200 m     | 22,2 s. | 1920 |

- Bibliothèque nationale de France: cb16610773c (data)
- International Standard Name Identifier: 0000 0004 5098 3092
- Virtual International Authority File: 316737836